# Andromède (Doré)
Pour les articles homonymes, voir Andromède.
Andromède est un tableau de Gustave Doré, peint en 1869.
Il fait référence au personnage de la mythologie grecque, Andromède, la figurant exposée nue attachée à un rocher avant que Persée ne la sauve.
En 1862, Gustave Doré avait déjà réalisé une gravure du même sujet mais il y représentait l'arrivée de Persée s’apprêtant à terrasser le monstre marin.